# Hatmanul Baltag

Hatmanul Baltag este o operă literară scrisă de Ion Luca Caragiale în colaborare cu Iacob Negruzzi (operă bufă). A fost jucată în premieră în 1884. 